# 程昱
程 昱（てい いく）は、中国後漢末期から三国時代の武将・政治家。魏の創業時代に活躍した。兗州東郡東阿県（現在の山東省聊城市東阿県）の人。字は仲徳（ちゅうとく）。子は程武・程延・他1名。孫は程克・程暁。曾孫は程良。『三国志』魏志「程郭董劉蔣劉伝」に伝がある。

## 生涯

### 東阿の策士
身長は八尺三寸（約191cm）という巨漢で、見事な髭を蓄えていた。初めは程立という名前であった。若い頃、泰山に登り両手で太陽を掲げる夢をよく見たという（『魏書』）。
黄巾の乱が勃発すると、東阿県丞の王度が賊に同調し、放火や略奪を働き、県令は城壁を越えて逃走し行方知れずとなり、官吏や民衆は家族を連れて東の山に避難していた。程立は王度の様子を偵察したところ、王度が城を保つことができず、外に駐屯していることが分かった。そこで程立は豪族の薛房らに対し、「逃亡した県令を探し出し、城を堅守すれば勝てる」と勧めた。薛房らは同意したが、東の山に避難した官吏と民衆は協力しようとしなかった。程立は「愚民は事を計れない」と言い、官民を計略にかけて城に呼び戻した。程立は逃亡した県令の所在も探し当て、ともに城を守った。王度が攻撃してきたが、程立は官吏と民衆を率いて城から出撃し、これを敗走させた。これにより東阿県は安全となった。
初平年間に、兗州刺史である劉岱の招きを受けたが応じなかった。袁紹と公孫瓚が対立すると、劉岱はその帰趨に迷い、程立を呼び寄せて対応を相談した。程立は状況を分析し、袁紹に味方するよう勧めた。果たして公孫瓚が袁紹に打ち破られると、劉岱は改めて程立を招き、騎都尉に任命しようとしたが、程立は病気を理由にこれを拒絶した。
まもなく劉岱が青州黄巾賊の戦いで戦死すると、代わって曹操が兗州を支配することになった。曹操が程立を招くと、程立はこれに応じた。郷里の人には行動が矛盾するといぶかしがられたが、程立は笑ってとりあわなかったという。曹操は程立と語らって気に入り、寿張県令を代行させた。

### 兗州を守る
曹操が徐州に遠征するとき、荀彧・程立に鄄城を任せ、夏侯惇・張邈・陳宮らと共に留守を任せた。張邈と陳宮が呂布を引き込んで反乱を起こすと、兗州のほとんどが呂布に呼応したが、鄄城・東阿・范の三城だけは動揺しなかった。陳宮が東阿を、汎嶷が范を攻撃する動きを見せていたため、荀彧は程立に東阿と范の安定を任せた。范の令である靳允は呂布に妻子一族を人質にとられていたが、程立は靳允を説得し味方に引き留め、靳允の手で汎嶷を殺害させることに成功した。東阿の防衛には騎兵隊を派遣し、倉亭津を絶ち切って陳宮の侵攻を阻止した。東阿県令の棗祗は元々曹操に味方する意向だったため、程立は任務を果たすことができた。兗州従事の薛悌の協力も得て、程立達は曹操の帰還まで三城を堅守した。これ以前、程立は荀彧に、若い頃に見た夢について相談していたが、荀彧が帰還した曹操にこの夢の話をしたところ、曹操は程立が自身の腹心となる人物であると確信し、名を昱と改めるよう命令したという（『魏書』）。
その後、濮陽で呂布に撃退された曹操が弱気になり、袁紹の言われるままに家族を人質に差し出そうとした時は、それを押し留めた。
献帝が長安から洛陽に逃亡して来ると、程昱は荀彧と共に曹操に献帝を迎え入れるよう進言した（「武帝紀」）。献帝が許昌に都を定めると、程昱は尚書に任命された。兗州の安定のため、東中郎将として済陰太守を兼ね、都督兗州諸軍事となった。
劉備が曹操の下に身を寄せていた時は、劉備を殺すように進言したが、曹操は聞き入れなかった。その後、袁術を防ぐため曹操が劉備を徐州に赴かせたことを聞き、程昱は郭嘉とともに再び曹操に諫言した。曹操は後悔したが間に合わず、はたして程昱が予期したとおり劉備は車冑を殺害し、曹操に反旗を翻した。
程昱は振威将軍に昇進した。袁紹はかねてより、黎陽より南下の機会を伺っていたが、あるとき程昱が兵700で鄄城を守っていたところに、袁紹の大軍が近づいてきたという知らせが入った。これを知った曹操が兵2000を増援しようとしたが、程昱はこれを断った。兵が少なければ、相手は見くびって見逃すであろうが、増援されれば黙って通過しないだろうというのがその理由だった。果たして程昱の読みどおり、袁紹は攻撃してこなかった。曹操は感嘆して「程昱の度胸は、孟賁・夏育（戦国時代の秦の武王に仕えた勇士）を凌ぐものがある」と言った。
袁譚・袁尚との戦いでは、程昱は李典とともに兵糧を輸送し、それを妨害する袁尚の魏郡太守高蕃を撃破した（「李典伝」）。その後程昱は、山や沼沢に隠れていた人々を掻き集めて、精兵数千人に編成し曹操と黎陽で合流し、袁譚・袁尚を打ち破った。奮武将軍に昇進し、安国亭侯となった。

### 晩年
曹操が荊州を支配し、劉備が孫権の下に向かった時、孫権が劉備を殺すという意見があったが、程昱は孫権が劉備を引き入れて対抗する事を予測し「孫権は謀略があり、もう劉備を殺すことは不可能だろう」と言った。果たして孫権は劉備に兵士を与え、曹操に抵抗し、赤壁の戦いで曹操は敗北した。
曹操が馬超討伐に向かった時、程昱は留守をあずかる曹丕の軍事に参加した。この時、田銀・蘇伯らが河間で反乱を起こし、将軍の賈信を派遣して彼らを討伐した。このとき賊のうち千余人が降伏を願い出たが、旧法の通り処置する（包囲された後に降伏した者は処刑する）という意見が圧倒的だった。しかし程昱は次のように反対した。
「投降者を処刑したのは、天下に雲の如く英雄が湧き起こった騒乱時代の事。包囲後に投降した者を許さぬ事によって、天下に威光を示し、賊にとるべき道を悟らせ、包囲するまでもなく降服させるためでした。今天下はほぼ平定され、しかも今回は領内のことです。降伏する以外ない賊を殺しても、震え上がる者もおりません。わたくしは処刑すべきでないと考えます。たとえ処刑するにしても、その前に殿の承認を受けるべきでしょう」。
しかし衆議は「軍事では専断が許される。判断を仰がなくてもよい」とし、これに対して程昱は返答しなかった。そこで曹丕は奥に入り、程昱を引見して「まだ言い足りない事があるようだが」と尋ねた。程昱は「そもそも専断というのは、事が緊急で、息をつく間もない場合にのみ許されます。今この賊らは完全に賈信の手中にあり、事態が急変する恐れもありません。だから老臣は将軍が強行することを望まないのです」と答えた。
曹丕は程昱の意見をもっともであるとして、即座に曹操の判断を仰いだところ、はたして処刑を許さなかった。曹操は帰還後、事の次第を聞いて喜び「そなたは軍略に明るいだけではないな。わが家の父と子の間もうまく捌いてくれた」と言った（以上、『魏書』による）。
その後、曹操は程昱に対し、「兗州での敗北の折り、おぬしの諫言を無視しておったら、今日のわしはなかったであろう」という賞讃の言葉を送った。一門の者は大宴会を開き祝福したが、程昱は「満足することを弁えておれば、恥辱を受けない（「老子」の言葉）。退く潮時だ」と言い、兵権を返上し門を閉ざし引退を申し出た。
元々性格が強情で他人と衝突することが多く、程昱が謀反をたくらんでいると讒言されることも多かったが、曹操の程昱に対する厚遇は変わらなかった。魏国が建国されると、程昱は衛尉（皇宮警察長官）となったが、中尉（憲兵隊指令）の邢貞と儀礼をめぐって争い、免職となった。
曹丕（文帝）が即位すると衛尉に復職し、安郷侯に昇進し300戸の加増を受け、領邑は800戸となった。そして三公に抜擢されようとする矢先、80歳で死去した。曹丕は涙を流し車騎将軍を追贈した。粛侯と諡された。
かつて曹操の軍勢が食糧難に陥った際に、程昱は略奪を行い食料を確保したが、その干し肉の中には人肉も混じっていたのだという。程昱はそれによって声望を失い、ついに公の位まで昇らなかったのだという逸話がある（『世語』）。この事柄に対して、盧弼の『三国志集解』では「『世語』之妄不可信（『世語』の嘘は信じられない）」としている。
魏王朝での評価は極めて高く、233年（曹叡の代）に魏の功臣の中で功勲が顕著な者が選ばれた際は、夏侯惇・曹仁・程昱の三人が選ばれ、曹操の廟庭に祭られた（「明帝紀」）。功臣の合祀は度々行われたが、この三人が最初であった。
陳寿は、程昱を郭嘉・董昭・劉曄・蔣済と並べて、荀攸と同じく謀略に優れた策士だが、荀攸と違って徳業は無かったと評している。

## 創作・伝承
小説『三国志演義』では将軍としての側面が失われ、袁紹との戦いで十面埋伏の計略を献策するなど、参謀としての側面が強調されている。劉備配下であった徐庶の引き抜きを進言し、徐庶の母親を人質として彼女の筆跡を真似た偽手紙を書き、徐庶を無理やり招き寄せている。赤壁の戦い敗走時には、義に厚い関羽が曹操を斬れないことを知り、命乞いを提案している。

## 子孫

### 子
- 程武 - 程昱の子。その後を継いだ。
- 程延 - 程昱の末子。甥（または子）の程暁と共に父の遺領を分け与えられ、諸侯にとりたてられた。

### 孫
- 程克 - 程武の子。
- 程暁 - 父は不詳。汝南太守。『三国志』程昱伝に付伝される。

### 曾孫
- 程良 - 程克の子。